# Rache aus dem Jenseits
Rache aus dem Jenseits, ein US-amerikanischer Mysterythriller von Arthur Marks, wurde im Jahr 1976 produziert.

## Handlung
Isaac studiert in den 1970ern Jura in New Orleans. Er lässt sich hypnotisieren, woraufhin er in Kontakt mit dem Geist des in den 1940ern getöteten Gangsters J.D. Walker tritt. J.D. Walker tötete einst Theotis Bliss, weil dieser Walkers Schwester Betty Jo tötete. Elija Bliss, der Bruder von Theotis, fand damals die Leiche der Frau. Später trug er zum Tod von J.D. Walker im Jahr 1942 bei, wofür J.Ds. Geist sich rächen will.
Reverend Elija Bliss ist in den 1970ern erfolgreicher Radioprediger. Er kümmert sich um Isaac, der von dem Geist des toten Gangsters besessen wird. Isaacs Stimme verändert sich, er verprügelt seine Freundin. Der Student befreit sich schließlich von der Macht des Geistes.

## Kritiken
- Roger Ebert in der Chicago Sun-Times: Der Thriller wirke dank der Darstellungen von Glynn Turman, Louis Gossett Jr. und Joan Pringle. Sein Ende sei "zufriedenstellend komplex" und wirke wie aus einem Roman von Ross Macdonald. (Quelle)